# Australien i olympiska sommarspelen 2024
Australien deltog i olympiska sommarspelen 2024 i Paris från 26 juli till 11 augusti 2024. Det var 30:e sommar-OS som landet deltog vid. Australienska idrottare har deltagit i alla olympiska sommarspelen i modern tid, tillsammans med Frankrike, Grekland, Schweiz och Storbritannien. Eftersom Brisbane kommer att vara värd för sommar-OS 2032, marscherade Australien och USA, nästa nation som ska hålla sommar-OS 2028 i Los Angeles, framför värdnationen Frankrike när de gick in på Place du Trocadéro under nationsparaden i öppningsceremonin.

Den australienska truppen bestod av 461 idrottare (256 damer och 205 herrar) som tävlade i 33 sporter, och hade Anna Meares som chef de mission. Nationen vann 53 medaljer, varav 18 guld, och hamnade på 4:e plats i medaljligan för dessa spel.

## Medaljörer
Australiens medaljörer vid olympiska spelen 2024 i Paris:
| Medalj | Namn | Sport      | Gren                       | Datum           |
| ------ | --- | ---------- | -------------------------- | --------------- |
| Guld   | Grace Brown | Cykling    | Damernas linjelopp         | 27 juli 2024    |
| Guld   | Ariarne Titmus | Simning    | Damernas 400 m frisim      | 27 juli 2024    |
| Guld   | Bronte Campbell[a] Meg Harris Shayna Jack Emma McKeon Mollie O'Callaghan Olivia Wunsch[a] | Simning    | Damernas 4 × 100 m frisim  | 27 juli 2024    |
| Guld   | Jessica Fox | Kanotsport | Damernas slalom K-1        | 28 juli 2024    |
| Guld   | Mollie O'Callaghan | Simning    | Damernas 200 m frisim      | 29 juli 2024    |
| Guld   | Kaylee McKeown | Simning    | Damernas 100 m ryggsim     | 30 juli 2024    |
| Guld   | Jessica Fox | Kanotsport | Damernas slalom C-1        | 31 juli 2024    |
| Guld   | Shayna Jack[a] Mollie O'Callaghan Lani Pallister Jamie Perkins[a] Ariarne Titmus Brianna Throssell | Simning    | Damernas 4 × 200 m frisim  | 1 augusti 2024  |
| Guld   | Cameron McEvoy | Simning    | Herrarnas 50 m frisim      | 2 augusti 2024  |
| Guld   | Kaylee McKeown | Simning    | Damernas 200 m ryggsim     | 2 augusti 2024  |
| Guld   | Saya Sakakibara | Cykling    | Damernas BMX               | 2 augusti 2024  |
| Guld   | Matthew Ebden John Peers | Tennis     | Herrdubbel                 | 3 augusti 2024  |
| Guld   | Noemie Fox | Kanotsport | Damernas kajakcross        | 5 augusti 2024  |
| Guld   | Arisa Trew | Skateboard | Damernas park              | 6 augusti 2024  |
| Guld   | Matthew Wearn | Segling    | Herrarnas ILCA             | 7 augusti 2024  |
| Guld   | Keegan Palmer | Skateboard | Herrarnas park             | 7 augusti 2024  |
| Guld   | Oliver Bleddyn Kelland O'Brien Sam Welsford Connor Leahy | Cykling    | Herrarnas lagförföljelser  | 7 augusti 2024  |
| Guld   | Nina Kennedy | Friidrott  | Damernas stavhopp          | 7 augusti 2024  |
| Silver | Elijah Winnington | Simning    | Herrarnas 400 m frisim     | 27 juli 2024    |
| Silver | Jack Cartwright Kyle Chalmers Flynn Southam Kai Taylor William Yang[a] | Simning    | Herrarnas 4 × 100 m frisim | 27 juli 2024    |
| Silver | Christopher Burton | Ridsport   | Individuell fälttävlan     | 29 juli 2024    |
| Silver | Ariarne Titmus | Simning    | Damernas 200 m frisim      | 29 juli 2024    |
| Silver | Kyle Chalmers | Simning    | Herrarnas 100 m frisim     | 31 juli 2024    |
| Silver | Zac Stubblety-Cook | Simning    | Herrarnas 200 m bröstsim   | 31 juli 2024    |
| Silver | Grae Morris | Segling    | Herrarnas IQFoil           | 3 augusti 2024  |
| Silver | Ariarne Titmus | Simning    | Damernas 800 m frisim      | 3 augusti 2024  |
| Silver | Nicola Olyslagers | Friidrott  | Damernas höjdhopp          | 4 augusti 2024  |
| Silver | Meg Harris | Simning    | Damernas 50 m frisim       | 4 augusti 2024  |
| Silver | Iona Anderson[a] Meg Harris[a] Emma McKeon Kaylee McKeown Mollie O'Callaghan Alexandria Perkins[a] Jenna Strauch Ella Ramsay[a] | Simning    | Damernas 4 × 100 m medley  | 4 augusti 2024  |
| Silver | Jack Robinson | Surfing    | Herrarnas tävling          | 6 augusti 2024  |
| Silver | Moesha Johnson | Simning    | Damernas maraton 10 km     | 8 augusti 2024  |
| Silver | Riley Fitzsimmons Pierre van der Westhuyzen Jackson Collins Noah Havard | Kanotsport | Herrarnas K-4 500 m        | 8 augusti 2024  |
| Silver | Maddison Keeney | Simhopp    | Damernas svikthopp 3 m     | 9 augusti 2024  |
| Silver | Matthew Richardson | Cykling    | Herrarnas sprint           | 9 augusti 2024  |
| Silver | Australiens damlandslag i vattenpolo:- Gabriella Palm - Keesja Gofers - Elle Armit - Bronte Halligan - Sienna Green - Abby Andrews - Charlize Andrews - Sienna Hearn - Zoe Arancini - Alice Williams - Matilda Kearns - Genevieve Longman - Danijela Jackovich | Vattenpolo | Damernas turnering         | 10 augusti 2024 |
| Silver | Jessica Hull | Friidrott  | Damernas 1500 m            | 10 augusti 2024 |
| Silver | Matthew Richardson | Cykling    | Men's keirin               | 11 augusti 2024 |
| Brons  | Maximillian Giuliani Zac Incerti[a] Thomas Neill Flynn Southam Kai Taylor[a] Elijah Winnington | Simning    | Herrarnas 4 × 200 m frisim | 30 juli 2024    |
| Brons  | Natalya Diehm | Cykling    | Damernas BMX freestyle     | 31 juli 2024    |
| Brons  | Penny Smith | Skytte     | Damernas trap              | 31 juli 2024    |
| Brons  | Jemima Montag | Friidrott  | Damernas 20 km gång        | 1 augusti 2024  |
| Brons  | Jessica Morrison Annabelle McIntyre | Rodd       | Damernas tvåa              | 2 augusti 2024  |
| Brons  | Kaylee McKeown | Simning    | Damernas 200 m medley      | 3 augusti 2024  |
| Brons  | Iona Anderson[a] Kyle Chalmers[a] Emma McKeon[a] Kaylee McKeown Mollie O'Callaghan Zac Stubblety-Cook[a] Matthew Temple Joshua Yong | Simning    | Mixed 4 × 100 m medley     | 3 augusti 2024  |
| Brons  | Eleanor Patterson | Friidrott  | Damernas höjdhopp          | 4 augusti 2024  |
| Brons  | Matthew Glaetzer Leigh Hoffman Matthew Richardson | Cykling    | Herrarnas keirin           | 6 augusti 2024  |
| Brons  | Jemima Montag Rhydian Cowley | Friidrott  | Mixed lagtävling i gång    | 7 augusti 2024  |
| Brons  | Matthew Denny | Friidrott  | Herrarnas diskus           | 7 augusti 2024  |
| Brons  | Charlie Senior | Boxning    | Herrarnas fjädervikt 57 kg | 8 augusti 2024  |
| Brons  | Caitlin Parker | Boxning    | Damernas mellanvikt 75 kg  | 8 augusti 2024  |
| Brons  | Jean van der Westhuyzen Thomas Green | Kanotsport | Herrarnas K-2 500 m        | 9 augusti 2024  |
| Brons  | Australiens damlandslag i basket: - Jade Melbourne - Kristy Wallace - Stephanie Talbot - Tess Madgen - Alanna Smith - Ezi Magbegor - Marianna Tolo - Cayla George - Amy Atwell - Isobel Borlase - Lauren Jackson - Sami Whitcomb                               | Basket     | Damernas turnering         | 11 augusti 2024 |
| Brons  | Matthew Glaetzer | Cykling    | Herrarnas keirin           | 11 augusti 2024 |

a  Idrottare som endast deltog i kvalheat.

## Medaljer i olika sporter
Antalet utdelade medaljer i olika sporter:
| Sport      | 1  | 2  | 3  | Totalt |
| Simning    | 7  | 9  | 3  | 19     |
| Cykling    | 3  | 2  | 3  | 8      |
| Kanotsport | 3  | 1  | 1  | 5      |
| Skateboard | 2  | 0  | 0  | 2      |
| Friidrott  | 1  | 2  | 4  | 7      |
| Segling    | 1  | 1  | 0  | 2      |
| Tennis     | 1  | 0  | 0  | 1      |
| Ridsport   | 0  | 1  | 0  | 1      |
| Surfing    | 0  | 1  | 0  | 1      |
| Simhopp    | 0  | 1  | 0  | 1      |
| Vattenpolo | 0  | 1  | 0  | 1      |
| Boxning    | 0  | 0  | 2  | 2      |
| Rodd       | 0  | 0  | 1  | 1      |
| Skytte     | 0  | 0  | 1  | 1      |
| Basket     | 0  | 0  | 1  | 1      |
| Totalt     | 18 | 19 | 16 | 53     |

## Tävlande
Lista på antalet tävlande i olika sporter:
| Sport          | Damer | Herrar | Totalt |
| -------------- | ----- | ------ | ------ |
| Badminton      | 3     | 0      | 3      |
| Basket         | 16    | 12     | 28     |
| Bordtennis     | 3     | 3      | 6      |
| Boxning        | 6     | 6      | 12     |
| Breaking       | 1     | 1      | 2      |
| Brottning      | 0     | 2      | 2      |
| Bågskytte      | 1     | 1      | 2      |
| Cykling        | 12    | 13     | 25     |
| Friidrott      | 41    | 34     | 75     |
| Fotboll        | 19    | 0      | 19     |
| Golf           | 2     | 2      | 4      |
| Gymnastik      | 11    | 1      | 12     |
| Judo           | 2     | 1      | 3      |
| Kanotsport     | 7     | 8      | 15     |
| Konstsim       | 8     | –      | 8      |
| Landhockey     | 16    | 16     | 32     |
| Modern femkamp | 1     | 0      | 1      |
| Ridsport       | 5     | 5      | 10     |
| Rodd           | 21    | 14     | 35     |
| Segling        | 6     | 6      | 12     |
| Simhopp        | 5     | 4      | 9      |
| Simning        | 21    | 23     | 44     |
| Sjumannarugby  | 12    | 12     | 24     |
| Skateboard     | 5     | 4      | 9      |
| Skytte         | 4     | 6      | 10     |
| Sportklättring | 1     | 1      | 2      |
| Surfing        | 2     | 2      | 4      |
| Taekwondo      | 1     | 2      | 3      |
| Tennis         | 4     | 5      | 9      |
| Triathlon      | 2     | 2      | 4      |
| Tyngdlyftning  | 2     | 1      | 3      |
| Vattenpolo     | 13    | 13     | 26     |
| Volleyboll     | 2     | 4      | 6      |
| Totalt         | 256   | 203    | 459    |

## Ridsport
Australien Kvalificerade ett lag till dressyrtävlingen genom att placera sig som bästa nation från Sydostasien och Oceanien vid Ryttar-VM 2022 i Herning, Danmark. Man kvalificerade ett lag i fälttävlan genom att placera sig topp två av nationerna från länderna från Afrika, Mellanöstern, Asien och Oceanien vid kvaltävlingen i Millstreet, Irland. Hopplaget kvalificerades genom att placera sig topp två av nationerna från länderna från Asien och Oceanien vid kvaltävlingen i Valkenswaard, Nederländerna.
Anmärkningar:

Q = kvalificerade till final baserad på placering i gruppen.

q = kvalificerade till final baserad på den totala placeringen.

### Dressyr
Lag om tre ekipage, samt tre individuella platser:
| Jayden Brown    | Quincy B        | 68,991 | 7 | Gick inte vidare | Gick inte vidare | Gick inte vidare | Gick inte vidare |
| William Matthew | Mysterious Star | 69,953 | 7 | Gick inte vidare | Gick inte vidare | Gick inte vidare | Gick inte vidare |
| Simone Pearce   | Destano         | 70,171 | 6 | Gick inte vidare | Gick inte vidare | Gick inte vidare | Gick inte vidare |

| Ryttare                                    | Häst     | Grand Prix | Grand Prix | Grand Prix Special | Grand Prix Special |
| Ryttare                                    | Häst     | Poäng      | Placering  | Poäng              | Placering          |
| ------------------------------------------ | -------- | ---------- | ---------- | ------------------ | ------------------ |
| Jayden Brown William Matthew Simone Pearce | som ovan | 209,151    | 10 Q       | 207,203            | 10                 |

### Fälttävlan
Lag om tre ekipage, samt tre individuella platser:
| Tävlande           | Häst                     | Dressyr | Dressyr   | Terrängbana | Terrängbana | Terrängbana | Hoppning | Hoppning | Hoppning  | Hoppning | Hoppning | Totalt    |
| Tävlande           | Häst                     | Dressyr | Dressyr   | Terrängbana | Terrängbana | Terrängbana | Kval     | Kval     | Kval      | Final    | Final    | Totalt    |
| Tävlande           | Häst                     | Straff  | Placering | Straff      | Totalt      | Placering   | Straff   | Totalt   | Placering | Straff   | Totalt   | Placering |
| ------------------ | ------------------------ | ------- | --------- | ----------- | ----------- | ----------- | -------- | -------- | --------- | -------- | -------- | --------- |
| Christopher Burton | Shadow Man               | 22,00   | =3        | 0,00        | 22,00       | 3           | 0,40     | 22,40    | 2 Q       | 0,00     | 22,40    | 2         |
| Shenae Lowings     | Bold Venture             | —       | —         | —           | —           | —           | 29,20    | —        | —         | —        | —        | —         |
| Kevin McNab        | Scuderia 1918 Don Quidam | 34,90   | 41        | Avbröt      | Avbröt      | Avbröt      | —        | —        | —         | —        | —        | —         |
| Shane Rose         | Virgil                   | 34,60   | 38        | 2,80        | 37,40       | 23          | 4,40     | 41,80    | 22 Q      | 0,00     | 41,80    | 20        |

| Tävlande                                                 | Häst    | Dressyr | Dressyr   | Terrängbana | Terrängbana | Terrängbana | Hoppning | Hoppning | Hoppning  | Hoppning | Hoppning | Totalt    |
| Tävlande                                                 | Häst    | Dressyr | Dressyr   | Terrängbana | Terrängbana | Terrängbana | Kval     | Kval     | Kval      | Final    | Final    | Totalt    |
| Tävlande                                                 | Häst    | Straff  | Placering | Straff      | Totalt      | Placering   | Straff   | Totalt   | Placering | Straff   | Totalt   | Placering |
| -------------------------------------------------------- | ------- | ------- | --------- | ----------- | ----------- | ----------- | -------- | -------- | --------- | -------- | -------- | --------- |
| Christopher Burton Shenae Lowings Kevin McNab Shane Rose | Se ovan | 91,50   | 8         | 202,80      | 294,30      | 15          | 34,00    | 328,30   | 15        | —        | —        | —         |

### Hoppning
Lag om tre ekipage, samt tre individuella platser:
| Ryttare               | Häst               | Kval   | Kval  | Kval      | Final            | Final            | Final            | Omhoppning       | Omhoppning       | Omhoppning       |
| Ryttare               | Häst               | Straff | tid   | Placering | Straff           | tid              | Placering        | Straff           | Tid              | Placering        |
| --------------------- | ------------------ | ------ | ----- | --------- | ---------------- | ---------------- | ---------------- | ---------------- | ---------------- | ---------------- |
| Thaisa Erwin          | Hialita B          | 8,00   | 78,12 | 51        | Gick inte vidare | Gick inte vidare | Gick inte vidare | Gick inte vidare | Gick inte vidare | Gick inte vidare |
| Hilary Scott          | Oaks Milky Way     | 8,00   | 74,71 | 44        | Gick inte vidare | Gick inte vidare | Gick inte vidare | Gick inte vidare | Gick inte vidare | Gick inte vidare |
| Edwina Tops-Alexander | Fellow Castlefield | 8,00   | 76,26 | 47        | Gick inte vidare | Gick inte vidare | Gick inte vidare | Gick inte vidare | Gick inte vidare | Gick inte vidare |

| Ryttare                                         | Häst    | Kval   | Kval | Kval      | Final            | Final            | Final            | Omhoppning       | Omhoppning       | Omhoppning       |
| Ryttare                                         | Häst    | Straff | tid  | Placering | Straff           | tid              | Placering        | Straff           | Tid              | Placering        |
| ----------------------------------------------- | ------- | ------ | ---- | --------- | ---------------- | ---------------- | ---------------- | ---------------- | ---------------- | ---------------- |
| Thaisa Erwin Hilary Scott Edwina Tops-Alexander | Se ovan | 36     | —    | 15        | Gick inte vidare | Gick inte vidare | Gick inte vidare | Gick inte vidare | Gick inte vidare | Gick inte vidare |

## Simning
För att säkerställa sin plats i det olympiska laget var de australienska simmarna tvugna att placera sig i topp två och under kvalificeringsstandarden i sin individuella gren vid 2024 års australienska mästerskap eller olympiska uttagningar. Australienska simmare uppnådde kvalificering (max två i varje gren) i följande grenar i Paris 2024:
Anmärkningar:
- Q innebär avancemang utifrån total placering.
- VR innebär världsrekord.
- OR innebär olympiskt rekord.
- AR innebär världsdelsrekord (eng: area record).
- NR innebär nationellt rekord.
- DNS innebär att idrottaren inte startade.

### Damer
| Idrottare | Gren             | Heat     | Heat  | Semifinal        | Semifinal        | Final            | Final            |
| Idrottare | Gren             | Tid      | Plac. | Tid              | Plac.            | Tid              | Plac.            |
| --- | ---------------- | -------- | ----- | ---------------- | ---------------- | ---------------- | ---------------- |
| Meg Harris | 50 m frisim      | 24,50    | 5 Q   | 24,33            | 6 Q              | 23,97            | 2                |
| Shayna Jack | 50 m frisim      | 24,38    | 4 Q   | 24,29            | 5 Q              | 24,39            | 8                |
| Shayna Jack | 100 m frisim     | 53,40    | 6 Q   | 52,72            | 2 Q              | 52,72            | 5                |
| Mollie O'Callaghan | 100 m frisim     | 53,27    | 5 Q   | 52,75            | 3 Q              | 52,34            | 4                |
| Mollie O'Callaghan | 200 m frisim     | 1:55,79  | 1 Q   | 1:54,70          | 2 Q              | 1:53,27 OR       | 1                |
| Ariarne Titmus | 200 m frisim     | 1:56,23  | 3 Q   | 1:54,64          | 1 Q              | 1:53,881         | 2                |
| Jamie Perkins | 400 m frisim     | 4:03,30  | 5 Q   | —                | —                | 4:04,96          | 8                |
| Ariarne Titmus | 400 m frisim     | 4:02,46  | 2 Q   | —                | —                | 3:57,49          | 1                |
| Lani Pallister | 800 m frisim     | 8:20,21  | 4 Q   | —                | —                | 8:21,09          | 6                |
| Ariarne Titmus | 800 m frisim     | 8:19,87  | 3 Q   | —                | —                | 8:12,29 AR       | 2                |
| Moesha Johnson | 1500 m frisim    | 16:04,02 | 5 Q   | —                | —                | 16:02,70         | 6                |
| Lani Pallister | 1500 m frisim    | 0DNS0    | 0DNS0 | —                | —                | Gick inte vidare | Gick inte vidare |
| Kaylee McKeown | 100 m ryggsim    | 58,48    | 3 Q   | 57,99            | 2 Q              | 57,33 OR         | 1                |
| Iona Anderson | 100 m ryggsim    | 59,37    | 7 Q   | 58,63            | 4 Q              | 58,98            | 5                |
| Jaclyn Barclay | 200 m ryggsim    | 2:10,53  | 17    | Gick inte vidare | Gick inte vidare | Gick inte vidare | Gick inte vidare |
| Kaylee McKeown | 200 m ryggsim    | 2:08,89  | 3 Q   | 2:07,57          | 2 Q              | 2:03,73 OR       | 1                |
| Jenna Strauch | 100 m bröstsim   | 1:07,27  | 22    | Gick inte vidare | Gick inte vidare | Gick inte vidare | Gick inte vidare |
| Ella Ramsay | 200 m bröstsim   | 2:25,61  | 14 Q  | 2:24,56          | 12               | Gick inte vidare | Gick inte vidare |
| Jenna Strauch | 200 m bröstsim   | 2:24,38  | 8 Q   | 2:24,05          | 10               | Gick inte vidare | Gick inte vidare |
| Emma McKeon | 100 m fjärilsim  | 56,79    | 5 Q   | 56,74            | 6 Q              | 56,93            | 6                |
| Alexandria Perkins | 100 m fjärilsim  | 57,46    | 8 Q   | 57,84            | 13               | Gick inte vidare | Gick inte vidare |
| Abbey Connor | 200 m fjätilsim  | 2:07,13  | 3 Q   | 2:07,10          | 7 Q              | 2:08,15          | 7                |
| Elizabeth Dekkers | 200 m fjätilsim  | 2:08,97  | 8 Q   | 2:06,17          | 4 Q              | 2:07,11          | =4               |
| Kaylee McKeown | 200 m medley     | 2:11,26  | 9 Q   | 2:09,97          | 7 Q              | 2:08,08          | 3                |
| Ella Ramsay | 200 m medley     | 2:10,75  | 6 Q   | 2:10,16          | 8 Q              | 0DNS0            | 0DNS0            |
| Jenna Forrester | 400 m medley     | 4:40,55  | 9     | —                | —                | Gick inte vidare | Gick inte vidare |
| Ella Ramsay | 400 m medley     | 4:39,04  | 6 Q   | —                | —                | 4:38,01          | 5                |
| Bronte Campbell[b] Meg Harris Shayna Jack Emma McKeon Mollie O'Callaghan Olivia Wunsch[b]                                       | 4 × 100 m frisim | 3:31,57  | 1 Q   | —                | —                | 3:28,92 OR       | 1                |
| Shayna Jack[b] Mollie O'Callaghan Lani Pallister Jamie Perkins[b] Ariarne Titmus Brianna Throssell                              | 4 × 200 m frisim | 7:45,63  | 1 Q   | —                | —                | 7:38,08 OR       | 1                |
| Iona Anderson[b] Meg Harris[b] Emma McKeon Kaylee McKeown Mollie O'Callaghan Alexandria Perkins[b] Jenna Strauch Ella Ramsay[b] | 4 × 100 m medley | 3:54,81  | 1 Q   | —                | —                | 3:53,11          | 2                |
| Chelsea Gubecka | Maraton 10 km    | —        | —     | —                | —                | 2:06:17,8        | 14               |
| Moesha Johnson | Maraton 10 km    | —        | —     | —                | —                | 2:03:39,7        | 2                |

### Herrar
| Idrottaren                                                                                     | Gren             | Heat     | Heat  | Semifinal        | Semifinal        | Final            | Final            |
| ---------------------------------------------------------------------------------------------- | ---------------- | -------- | ----- | ---------------- | ---------------- | ---------------- | ---------------- |
| Idrottaren                                                                                     | Gren             | Tid      | Plac. | Tid              | Olac.            | Tid              | Placering        |
| Ben Armbruster                                                                                 | 50 m frisim      | 21,86    | 8 Q   | 21,94            | 14               | Gick inte vidare | Gick inte vidare |
| Cameron McEvoy                                                                                 | 50 m frisim      | 21,32    | 1 Q   | 21,38            | =1 Q             | 21,25            | 1                |
| Kyle Chalmers                                                                                  | 100 m frisim     | 48,07    | 6 Q   | 47,58            | 2 Q              | 47,48            | 2                |
| William Yang                                                                                   | 100 m frisim     | 48,46    | 17 q  | 48,42            | 15               | Gick inte vidare | Gick inte vidare |
| Maximillian Giuliani                                                                           | 200 m frisim     | 1:46,15  | 5 Q   | 1:45,37          | 5 Q              | 1:45,57          | 7                |
| Thomas Neill                                                                                   | 200 m frisim     | 1:46,27  | 9 Q   | 1:46,18          | 10               | Gick inte vidare | Gick inte vidare |
| Samuel Short                                                                                   | 400 m frisim     | 3:44l88  | 5 Q   | —                | —                | 3:42,64          | 4                |
| Elijah Winnington                                                                              | 400 m frisim     | 3:44,87  | 4 Q   | —                | —                | 3:42,21          | 2                |
| Samuel Short                                                                                   | 800 m frisim     | 7:46,83  | 9     | —                | —                | Gick inte vidare | Gick inte vidare |
| Elijah Winnington                                                                              | 800 m frisim     | 7:42,86  | 4 Q   | —                | —                | 7:48,36          | 8                |
| Samuel Short                                                                                   | 1 500 m frisim   | 14:58,15 | 13    | —                | —                | Gick inte vidare | Gick inte vidare |
| Isaac Cooper                                                                                   | 100 m ryggsim    | 54,21    | 21    | Gick inte vidare | Gick inte vidare | Gick inte vidare | Gick inte vidare |
| Bradley Woodward                                                                               | 100 m ryggsim    | 54,34    | 25    | Gick inte vidare | Gick inte vidare | Gick inte vidare | Gick inte vidare |
| Se-Bom Lee                                                                                     | 200 m ryggsim    | 1:58,30  | 18    | Gick inte vidare | Gick inte vidare | Gick inte vidare | Gick inte vidare |
| Bradley Woodward                                                                               | 200 m ryggsim    | 2:00,50  | 25    | Gick inte vidare | Gick inte vidare | Gick inte vidare | Gick inte vidare |
| Samuel Williamson                                                                              | 100 m bröstsim   | 1:00,50  | 24    | Gick inte vidare | Gick inte vidare | Gick inte vidare | Gick inte vidare |
| Joshua Yong                                                                                    | 100 m bröstsim   | 59,75    | 12 Q  | 59,64            | 12               | Gick inte vidare | Gick inte vidare |
| Zac Stubblety-Cook                                                                             | 200 m bröstsimq  | 2:09,49  | 2 Q   | 2:08,57          | 2 Q              | 2:06,79          | 2                |
| Joshua Yong                                                                                    | 200 m bröstsimq  | 2:10,68  | 14 Q  | 2:09,89          | 8 Q              | 2:11,44          | 8                |
| Ben Armbruster                                                                                 | 100 m fjärilsim  | 51,33    | 11 Q  | 51,17            | 9                | Gick inte vidare | Gick inte vidare |
| Matthew Temple                                                                                 | 100 m fjärilsim  | 50,89    | 7 Q   | 50,95            | 7 Q              | 51,10            | 7                |
| Matthew Temple                                                                                 | 200 m fjärilsim  | 1:57,39  | 23    | Gick inte vidare | Gick inte vidare | Gick inte vidare | Gick inte vidare |
| William Petric                                                                                 | 200 m medley     | 1:58,84  | 11 Q  | 1:58,13          | 10               | Gick inte vidare | Gick inte vidare |
| Thomas Neill                                                                                   | 200 m medley     | 1:59,13  | 14 Q  | 1:58,77          | 11               | Gick inte vidare | Gick inte vidare |
| William Petric                                                                                 | 400 m medley     | 4:13,58  | 12    | —                | —                | Gick inte vidare | Gick inte vidare |
| Brendon Smith                                                                                  | 400 m medley     | 4:14,36  | 13    | —                | —                | Gick inte vidare | Gick inte vidare |
| Jack Cartwright Kyle Chalmers Flynn Southam Kai Taylor William Yang[b]                         | 4 × 100 m frisim | 3:12,25  | 2 Q   | —                | —                | 3:10,35          | 2                |
| Maximillian Giuliani Zac Incerti[b] Thomas Neill Flynn Southam Kai Taylor[b] Elijah Winnington | 4 × 200 m frisim | 7:05,63  | 4 Q   | —                | —                | 7:01,98          | 3                |
| Ben Armbruster[b] Kyle Chalmers Isaac Cooper Matthew Temple Joshua Yong                        | 4 × 100 m medley | 3:32,24  | 6 Q   | —                | —                | 3:31,86          | 6                |
| Kyle Lee                                                                                       | Maraton 10 km    | —        | —     | —                | —                | 1:56:42,5        | 13               |
| Nicholas Sloman                                                                                | Maraton 10 km    | —        | —     | —                | —                | 1:56:24,4        | 11               |

### Mixed
| Idrottare | Gren                   | Heat    | Heat  | Final      | Final |
| Idrottare | Gren                   | Tid     | Plac. | Tid        | Rank  |
| --- | ---------------------- | ------- | ----- | ---------- | ----- |
| Iona Anderson[b] Kyle Chalmers[b] Emma McKeon[b] Kaylee McKeown Mollie O'Callaghan Zac Stubblety-Cook[b] Matthew Temple Joshua Yong | 4 × 100 m medley relay | 3:41,42 | 2 Q   | 3:38,76 AR | 3     |

b  Simmaren deltog endast i försöksheaten men erhöll medalj.